# Michel Accault
Michel Accault ou Aco (mort en 1702), est un explorateur français.

## Biographie
Il s'installe en Nouvelle-France (Louisiane) vers 1665 et accompagne l'expédition de Cavalier de La Salle en 1679-1680 dans laquelle il sert d'interprète. 
Cavelier de La Salle l'envoie  avec le Père Louis Hennepin et Antoine Auguelle reconnaître le cours de l'Illinois et explorer le cours supérieur du Mississippi jusqu'à la Wisconsin. Partis le 29 février 1680, ils sont capturés par les Sioux le 11 avril et emmenés en captivité. Ils seront libérés en juillet grâce à Daniel Greysolon, sieur du Lhut.
Michel Accault épouse en 1693 la fille d'un chef indien, Marie Rouensa (1667-1725).